# Erkki Penttilä
Erkki Eino Antero Penttilä (ur. 14 czerwca 1932 w Nurmo, zm. 19 kwietnia 2005 tamże) – fiński zapaśnik walczący w stylu wolnym. Brązowy medalista olimpijski z Melbourne 1956 i piętnasty w Rzymie 1960, w kategorii do 62 kg.
Czwarty na mistrzostwach świata w 1957 roku.
Wicemistrz Finlandii w 1962, w stylu klasycznym. Pierwszy w 1954, 1960, 1961, 1962, 1963, 1964 i 1966; drugi w 1953 i 1966, w stylu wolnym.

## Letnie Igrzyska Olimpijskie 1956
| Konkurencja      | Rundy eliminacyjne  | Rundy eliminacyjne   | Rundy eliminacyjne      | Klas. końcowa |
| Konkurencja      | Przeciwnik I        | Przeciwnik II        | Przeciwnik III          | Miejsce       |
| ---------------- | ------------------- | -------------------- | ----------------------- | ------------- |
| 62 kg styl wolny | Herbie Hall (GBR) Z | Joseph Mewis (BEL) P | Nasser Givehchi (IRI) Z | 3.            |

## Letnie Igrzyska Olimpijskie 1960
| Konkurencja      | Rundy eliminacyjne         | Rundy eliminacyjne        | Rundy eliminacyjne          | Klas. końcowa |
| Konkurencja      | Przeciwnik I               | Przeciwnik II             | Przeciwnik III              | Miejsce       |
| ---------------- | -------------------------- | ------------------------- | --------------------------- | ------------- |
| 62 kg styl wolny | Mustafa Dağıstanlı (TUR) P | József Kellermann (HUN) Z | Władimir Rubaszwili (SUN) P | 15.           |